# Seekers Travel Pro-Am
De Seekers Travel Pro-Am was een golftoernooi in Zuid-Afrika en maakte deel uit van de Sunshine Tour. Het toernooi werd opgericht in 2003. Het toernooi vond telkens plaats op de Dainfern Country Club, in Johannesburg.
Het toernooi bestond uit drie speelronden en de par van de baan is 72.

## Winnaars
| Jaar | Winnaar             | Scores      | Aantekeningen                                                    |
| ---- | ------------------- | ----------- | ---------------------------------------------------------------- |
| 2003 | Chris Williams      | 203 (–13)po | Williams won de play-off van Jason Jackson en Ashley Roestoff    |
| 2004 | Ulrich van den Berg | 203 (–13)po | Van den Berg won de play-off van Mark Murless en Patrick O'Brien |
| 2005 | Anton Haig          | 204 (–12)po | Haig won de play-off van Nic Henning                             |
| 2006 | Desvonde Botes      | 196 (–20)   |                                                                  |
| 2007 | James Kamte         | 203 (–13)   |                                                                  |
| 2008 | Trevor Fisher Jr.   | 206 (–10)po | Fisher Jr. won de play-off van Desvonde Botes                    |

| Toernooirecord |

Amatola Sun Classic · Atlantic Beach Classic · Bell's Player Championship · Bloemfontein Classic · Botswana Open · Bushveld Classic · Canon Classic · Coca-Cola Charity Championship · Cock of the North · Devonvale Classic · Emfuleni Classic · Eskom Power Cup · General Motors Open · Goldfields Powerade Classic · Goodyear Classic · Graceland Challenge · Highveld Classic · ICL International · Iscor Newcastle Classic · Kalahari Classic · Limpopo Classic · Lombard Tyres Classic · Mafunyane Trophy · Mercedes Benz Golf Challenge · Mount Edgecombe Trophy · Namibië Open · Namibia PGA Championship · Nashua Wild Coast Sun Challenge · Natal Open · Nelson Mandela Invitational · Northern Cape Classic · Observatory Classic · Palabora Classic · Parmalat Classic · Radio Algoa Challenge · Randfontein Classic · Rhodesian Masters · Riviera Resort Classic · Royal Swazi Sun Classic · Seekers Travel Pro-Am · South African Masters · South African Match Play Championship · South African Pro-Am Invitational · Spoornet Classic · Sun Coast Classic · Transvaal Open · Vodacom Golf Championship · Vodacom Open · Vodacom Players Championship · Vodacom Series · Vodacom Trophy · Western Cape Classic · Western Province Open